# HK Sarov
Le HK Sarov est un club de hockey sur glace de Sarov en Russie. Il évolue dans la VHL, le second échelon russe.

## Historique
Le club est créé en 2002 .

## Palmarès
- Aucun titre.